# Mai 1892

## Événements
- Début des campagnes anti-arabes dans l’État indépendant du Congo (1892-1895).

- 27 mai (Micronésie) : le gouvernement britannique crée ses protectorats sur les îles Gilbert et les îles Ellice.

## Naissances
- 2 mai : Manfred von Richthofen, aviateur allemand († 21 avril 1918).
- 3 mai : Jacob Viner, économiste.
- 7 mai : Josip Broz Tito (dit Tito), chef d'État yougoslave († 4 mai 1980).
- 9 mai : Zita de Bourbon-Parme, dernière impératrice d'Autriche († 14 mars 1989).
- 13 mai: Duc Stabby Harrington.
- 22 mai :
  - Gaston Grümmer (mort le 22 janvier 1965), maître carrossier français
  - Hans Gollnick (mort le 15 février 1970), général allemand
- 27 mai : Chan Nak, premier ministre cambodgien († 7 novembre 1954).
- 30 mai : Luce Fabiole, actrice française († 5 mai 1982).

## Décès
- 18 mai : Émile Boucher, parfumeur français.
- 24 mai : Alexander Campbell, ancien lieutenant-gouverneur de l'Ontario